# U-Bahnhof Kurt-Schumacher-Platz

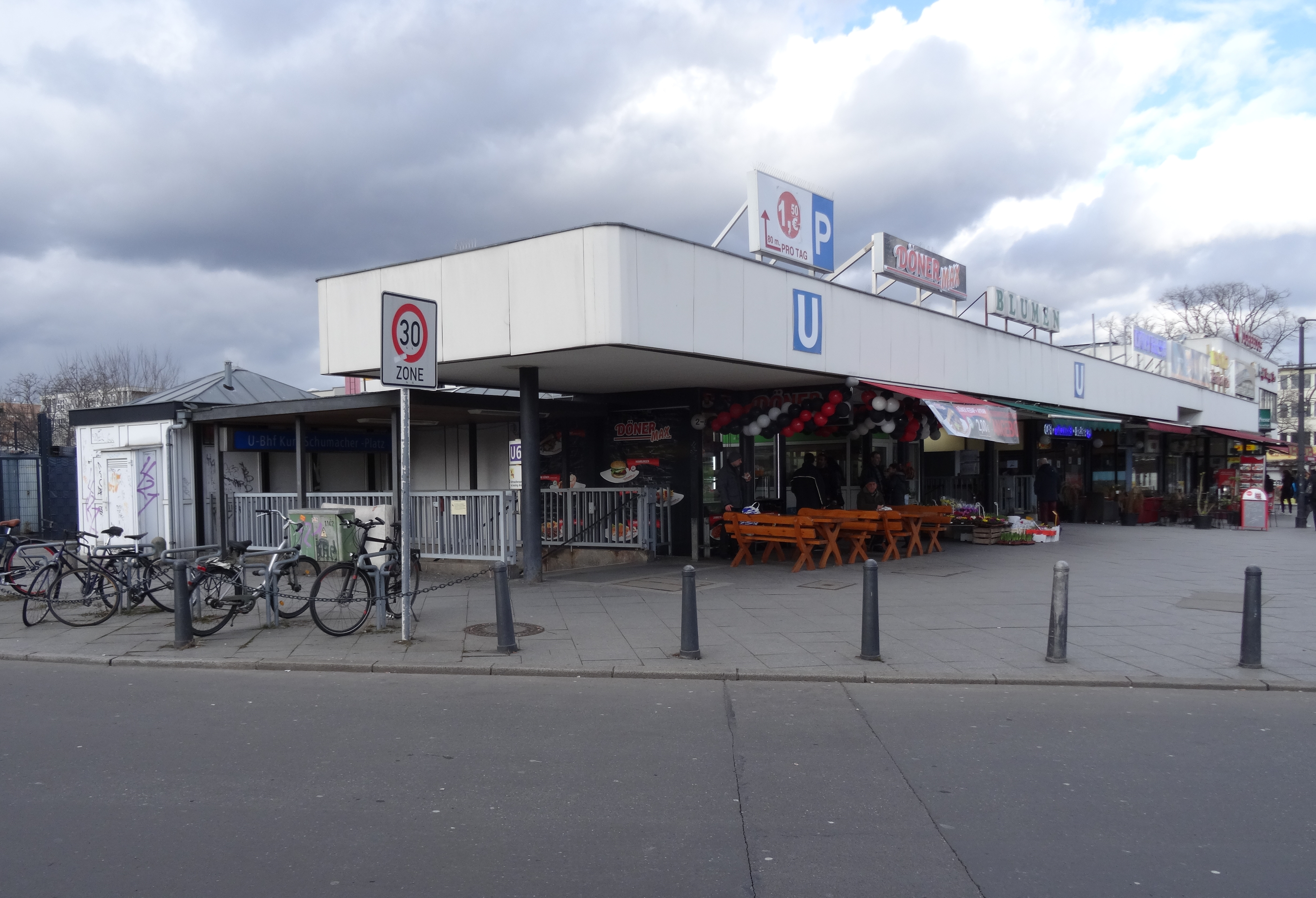
Nordwestliches Zugangsbauwerk am Kurt-Schumacher-Damm

Der U-Bahnhof Kurt-Schumacher-Platz ist eine Station der U-Bahn-Linie U6 der Berliner U-Bahn. Er befindet sich im Berliner Ortsteil Reinickendorf des gleichnamigen Bezirks. Beim Betreiber Berliner Verkehrsbetriebe (BVG) wird er intern unter dem Kürzel Sch geführt. 
Der U-Bahnhof liegt am Kurt-Schumacher-Platz im Norden Berlins, ungefähr mittig unter dem dort einmündenden Kurt-Schumacher-Damm. Er ist als Umsteigepunkt zwischen der Linie U6 und mehreren Omnibuslinien ein wichtiger Verkehrsknoten im Berliner Norden.

## Geschichte

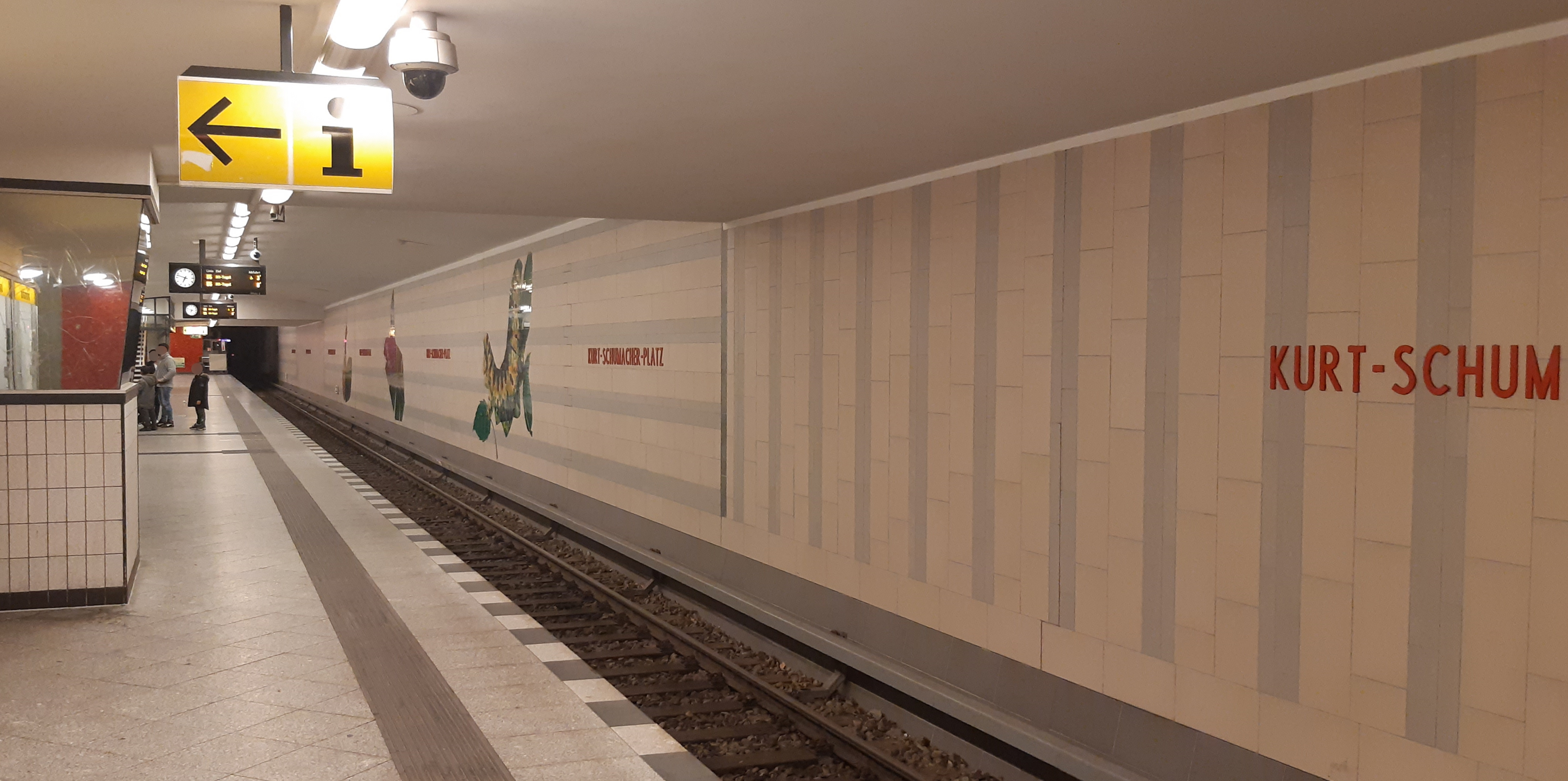
Bahnsteig

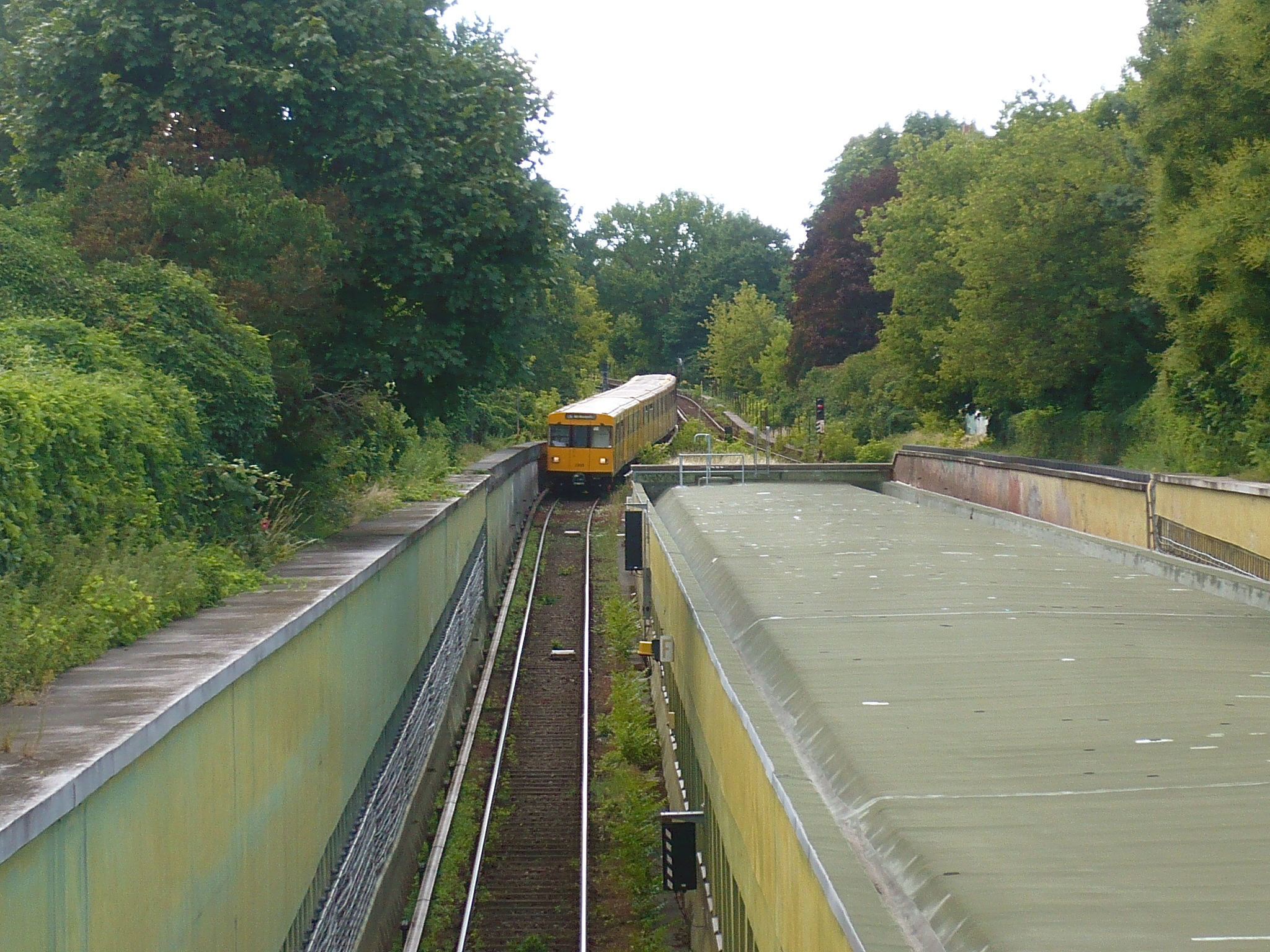
Rampe in Richtung Tegel nordwestlich des U-Bahnhofs (zwischen den Streckengleisen die eingehauste Aufstellanlage)

Die Station war vom 3. Mai 1956 bis zum 31. Mai 1958 Endpunkt des ersten Neubauabschnitts der Berliner U-Bahn nach dem Ende des Zweiten Weltkriegs (der Schlacht um Berlin). 
Baubeginn für die Trasse war der 30. Oktober 1953. Am 3. Mai 1956 wurde die Verlängerung zwischen den Bahnhöfen Seestraße und Kurt-Schumacher-Platz eröffnet. Der U-Bahnhof wurde nach dem gleichnamigen Platz, jener nach dem Sozialdemokraten Kurt Schumacher benannt, der aufgrund seiner Erfahrungen eine strikte Ablehnung des deutschen Nationalsozialismus vertrat.
Die nunmehr erfolgte nördliche Verlängerung der sogenannten „Müllerstraßen-U-Bahn“ ist ein Ausbau der alten Linie C (ab 1966: Linie 6, ab 1984: U6) nach Tegel. Sie erstreckte sich anfangs auf einer Länge von etwa 2,4 Kilometern und umfasste drei Stationen. Der Ausbau der Linie wurde im April 1929 vom damaligen Stadtrat für Verkehr Ernst Reuter vorgeschlagen. Im Juli 1929 begannen die Bauarbeiten, mussten aber aufgrund der Finanzkrise der Stadt Berlin im Herbst 1930 wieder abgebrochen werden. Gebaut wurden bis dahin rund 400 Meter Tunnel sowie ein weiteres Stück im Rohbau. Die damalige Planung sah bereits eine Strecke bis zum damals noch namenlosen heutigen Kurt-Schumacher-Platz (Arbeitstitel des geplanten Endbahnhofs: Reinickendorf-West bzw. Scharnweberstraße) vor.
Nach dem Ende des Zweiten Weltkriegs wurde in der besetzten Sektorenstadt West-Berlin der Weiterbau der Strecke fest geplant, diesmal allerdings mit dem Endpunkt Tegel (seit 1992: Alt-Tegel), sodass von vornherein ein Durchgangsbahnhof errichtet wurde. Unmittelbar nordwestlich der Station schließt eine offene Rampe zum auf einem Erddamm gelegenen Hochbahnhof Scharnweberstraße an. Dort befindet sich eine zweigleisige Wende- und Aufstellanlage. Sie ist eingehaust, die offenliegenden Streckengleise von und nach Tegel rahmen sie beiderseits ein.

## Gestaltung des Bahnhofs
Mit der architektonischen Gestaltung der ersten Nachkriegsbahnhöfe wurde Senatsbaudirektor Bruno Grimmek beauftragt. Wie sein Vorgänger Alfred Grenander entwarf er ein grundlegendes Schema, das den örtlichen Gegebenheiten der einzelnen Bahnhöfe jeweils angepasst wurde. Dem Schema entsprechend hat der Bahnhof einen Mittelbahnsteig von 10 Metern Breite, der in 7,66 Meter Tiefe (anderthalbfache Tiefenlage) liegt. Die Bahnhofsdecke ruht auf grünlichen Mittelstützen aus Naturstein. Sie ist längs gewinkelt und angehoben. Die Wände erhielten elfenbeinfarbene Fliesen, angeordnet in senkrechtem Raster. In den Jahren 2011/2012 wurde der U-Bahnhof saniert und bekam eine neue Wandverkleidung in Beige und Grau.
Die Station erhielt vier Zugänge, die beiden südöstlichen bildeten eine bautechnische Einheit mit einer überdachten Bushaltestelle. Das nordwestlich des Kurt-Schumacher-Damms gelegene Zugangsbauwerk entstand als Überdachung der dortigen Zugänge in den 1970er Jahren, dort sind Geschäfte und gastronomische Betriebe integriert. 1989 verschwanden die südöstlichen Zugänge in der Straßenfassade eines Einkaufszentrums.
Sämtliche Fahrtreppen wurden nachträglich, vermutlich in den 1970er und 1980er Jahren, eingebaut. Am 21. Dezember 2017 wurde ein Aufzug vom U-Bahnsteig zum Mittelstreifen des Kurt-Schumacher-Damms in Betrieb genommen, sodass seit diesem Zeitpunkt der Bahnhof als barrierefrei gilt.

## Anbindung
| Linie | Verlauf |
| ----- | --- |
|       | Alt-Tegel – Borsigwerke – Holzhauser Straße – Otisstraße – Scharnweberstraße – Kurt-Schumacher-Platz – Afrikanische Straße – Rehberge – Seestraße – Leopoldplatz – Wedding – Reinickendorfer Straße – Schwartzkopffstraße – Naturkundemuseum – Oranienburger Tor – Friedrichstraße – Unter den Linden – Stadtmitte – Kochstraße – Hallesches Tor – Mehringdamm – Platz der Luftbrücke – Paradestraße – Tempelhof – Alt-Tempelhof – Kaiserin-Augusta-Straße – Ullsteinstraße – Westphalweg – Alt-Mariendorf |

Am U-Bahnhof bestehen Umsteigemöglichkeiten zu den Omnibuslinien 122, 125, 128, 221, M21 und X21 der BVG.